# Городенка-Завод
Городéнка-Завóд — проміжна залізнична станція Івано-Франківської дирекції Львівської залізниці на неелектрифікованій лінії Коломия — Стефанешти між станціями Гвіздець (25,5 км) та Стефанешти (22,5 км). Розташована в місті Городенка Коломийського району Івано-Франківської області.

## Історія
Станція відкрита 1890 року під час будівництва залізничної лінії Коломия — Стефанешти.
У листопаді 2017 року, за дорученням Міністерства інфраструктури України, «Укрзалізницею» було розглянуто звернення стосовно перейменування станції Городенко-Завод на Городенка-Завод. У нормативних документах АТ «Укрзалізниця» українською мовою назва станції зазначена як Городенка-Завод (рос. Городенко-Завод). Враховуючи, що дана розбіжність могла виникнути під час перекладу назви з української мови на російську, регіональній філії «Львівська залізниця» було надано доручення стосовно вирішення питання зміни назви станції російською мовою з Городенківською міською радою.
15 листопада 2017 року до начальника Івано-Франківської дирекції Львівської залізниці направлено лист в. о. голови Городенківської міської ради за № 420 від 15 листопада 2017 року, що офіційна назва станції як українською так і російською мовами значиться як Городенка-Завод.

## Пасажирське сполучення
Через станцію щоденно курсують приміські поїзди сполученням Коломия — Заліщики, Коломия.
Оскільки станція розташована на околиці міста Городенка на сході Івано-Франківської області, то трохи ближче до центру міста розташований пасажирський зупинний пункт Городенка-Місто, на якому зупиняється лише одна пара приміського поїзда сполученням Коломия — Заліщики — Коломия.
До 7 грудня 2019 року через станцію прямував фірмовий пасажирський поїзд «Гуцульщина» № 357/358 сполученням Київ — Рахів, якому з 8 грудня 2019 по 13 січня 2021 року було змінено маршрут руху через станції Чернівці, Снятин. З 14 січня 2021 року поїзду відновлено звичайний маршрут руху через станцію Городенка-Завод. З 10 грудня 2023 року поїзд курсує за маршрутом Київ — Ясіня.
| Рух поїздів по станції Городенка-Завод |                           |                          | |                       |  |
| №                                      | Маршрут руху              | Періодичність курсування | Проміжні станції | Дата призначення      |  |
| Далеке сполучення                      |                           |                          | |                       |  |
| 357/358 «Гуцульщина»                   | Київ-Пасажирський — Ясіня | Щоденно                  | Вінниця, Хмельницький, Тернопіль, Чортків, Заліщики, Стефанешти, Гвіздець, Городенка-Завод, Снятин, Коломия, Яремче, Ворохта | 03.08.2014 10.12.2024 |  |
| Приміське сполучення                   |                           |                          | |                       |  |
| 6451/6452                              | Коломия — Заліщики        | Щоденно                  | Городенка-Місто, Гвіздець, Стефанешти                                                                                        |                       |  |